# WTA-toernooi van Makarska
Het WTA-toernooi van Makarska was een eenmalig tennistoernooi voor vrouwen dat van 13 tot en met 19 april 1998 plaatsvond in de Kroatische plaats Makarska. De officiële naam van het toernooi was Makarska International Ladies.
De WTA organiseerde het toernooi, dat in de categorie "Tier IV" viel en werd gespeeld op gravel.
Er werd door 32 deelneemsters gestreden om de titel in het enkelspel, en door 16 paren om de dubbelspeltitel. Aan het kwalificatietoernooi voor het enkelspel namen 32 speelsters deel, met vier plaatsen in het hoofdtoernooi te vergeven.
Het enkelspeltoernooi werd gewonnen door een kwalificante: Květa Hrdličková uit Tsjechië. Een Sloveens duo, Tina Križan en Katarina Srebotnik, ging met de dubbelspeltitel naar huis.

## Finales

### Enkelspel
| datum†     | winnares         | tegenstandster | score    |         |
| ---------- | ---------------- | -------------- | -------- | ------- |
| 1998-04-13 | Květa Hrdličková | Li Fang        | 6-3, 6-1 | details |

† De datum komt overeen met de eerste toernooidag.

### Dubbelspel
| jaar | winnaressen                    | tegenstandsters                        | score    |         |
| ---- | ------------------------------ | -------------------------------------- | -------- | ------- |
| 1998 | Tina Križan Katarina Srebotnik | Jevgenia Koelikovskaja Karin Kschwendt | 7-6, 6-1 | details |

## Trivia
- Op dezelfde locatie vond van 1996–2009 jaarlijks (dikwijls meermalen per jaar) een graveltoernooi onder auspiciën van de ITF plaats.